# بیسیک فور جاوا

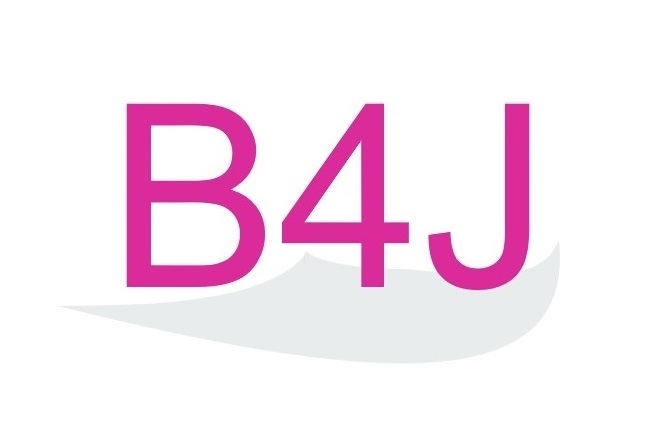
لوگوی فعلی زبان برنامه نویسی B4J

B4J سومین IDE تولید شده توسط Anywhere Software Ltd و از مجموعه ابزار های خانواده B4X است. 
اولین نسخه عمومی در 4 دسامبر 2013 منتشر شد. B4J سیستم عامل های زیر را هدف قرار داده است: ویندوز ، وب سرورها و صفحه های ARM مانند Raspberry Pi.
درحال حاضر استفاده از این IDE به صورت رایگان ممکن میباشد .